# Hermine Schuh
Hermine Ottone Schuh (geb. Freiin von Reichenbach) (* 5. September 1819 in Hausach im Großherzogtum Baden; † 28. Oktober 1902 in Wien) war eine deutsche Botanikerin. Ihr Pseudonym war ein Unbekannter.

## Leben

### Familie
Hermine von Reichenbach war die Tochter des Naturforschers und Industriellen Freiherrn Karl von Reichenbach, der beim Zeitpunkt ihrer Geburt als Direktor der Fürstlich Fürstenbergschen Eisenwerke im badischen Hausach tätig war und der sich durch seine chemischen Untersuchungen der Teerprodukte einen Namen machte und durch seine Untersuchungen wissenschaftlicher Grenzgebiete in weiteren Kreisen bekannt wurde. Ihre Mutter war Friederike Luise († 1835), die Tochter des Stuttgarter Buchhändlers Christoph Heinrich Erhard (1756–1815); ihr Bruder war der Verleger Heinrich Erhard.
Im Jahr 1849 heiratete sie, gegen den Willen ihres Vaters, den Gutsbesitzer, Fotografen und Naturforscher Carl Schuh in Glogau in Preußisch-Schlesien. Nach dem Tod ihres Mannes kehrte sie nach Wien zurück, wo sie im Alter von 83 Jahren verstarb. Ihre einzige Tochter, Friederike, heiratete den renommierten Physikprofessor an der Universität Wien, Franz Exner.

### Werdegang
In ihrer Jugend widmete sich Hermine Schuh intensiv der Botanik, insbesondere der Pflanzenanatomie, zu einer Zeit, als dieser Bereich der Wissenschaft noch kaum erforscht war. In den 1840er Jahren veröffentlichte sie ihre Untersuchungen in der Botanischen Zeitung in Berlin unter dem Pseudonym ein Ungenannter. Diese Anonymität führte dazu, dass sie in der Fachliteratur bis heute häufig unter diesem Namen genannt wird.
Zu ihren Arbeiten zählt eine umfassende Untersuchung über die Milchsaftgefäße (siehe Verthyllung), hierbei stellte sie fest, das Thyllen oft vergrößerte Zellen oder Zellgruppen sind, die in den Geweben der Pflanzen vorkommen können und eine besondere Funktion haben, wie etwa die Speicherung von Nährstoffen oder Wasser. Diese Studien haben auch in der modernen Botanikwissenschaft Einfluss und Resonanz gefunden.
Als sie im Alter von sechs Jahren war, zog die Familie nach Stuttgart und bald darauf nach Blansko in Mähren, wo ihr Vater die Fürstlich Salmschen Eisenwerke leitete. Der frühe Verlust ihrer Mutter im Alter von zwölf Jahren prägte ihr Leben. In den späten 1830er Jahren kaufte ihr Vater ein Schloss am Reisenberg, umgangssprachlich am Cobenzl genannt, bei Wien, wo er seine naturwissenschaftlichen Studien, einschließlich der Botanik, fortsetzte. Hermine Schuh wurde frühzeitig in die botanischen Studien eingeführt, sammelte Pflanzen und half bei der Ordnung des umfangreichen Herbariums, das später in den Besitz des Wiener Hofmuseums überging.
Um ihre botanischen Kenntnisse zu vertiefen, ging sie 1843 auf Empfehlung der beiden Wiener Botaniker Stephan Ladislaus Endlicher und Eduard Fenzl zu Franz Unger, der zu dieser Zeit als Professor am Joanneum in Graz tätig war. Ihre beiden pflanzenanatomischen Arbeiten entstanden in Graz. Nach einigen Jahren kehrte sie nach Wien zurück, wo sie weiterhin bei ihrem Vater am Cobenzl lebte und ihre Studien intensivierte.
Nach der Hochzeit mit ihrem Ehemann betrieb sie keine botanischen Forschungen mehr.

## Trivia
Hermine Schuh diente als Romanvorlage für Der Zauberer vom Cobenzl von Bettina Balàka.

## Schriften (Auswahl)
- Über die zellenartigen Ausfüllungen der Gefäße. In: Botanische Zeitung, 3. Jahrgang vom 4. April 1845. Sp. 225–231 (Digitalisat) und vom 11. April 1845. Sp. 241–253 (Digitalisat).
- Die Milchsaftgefäße, ihr Ursprung und ihre Entwicklung. In: Botanische Zeitung, 4. Jahrgang vom 4. Dezember 1846. Sp. 833 –843 (Digitalisat); vom 11. Dezember 1846, Sp. 849–859 (Digitalisat) und vom 18. Dezember 1846, Sp. 865–872 (Digitalisat).